# George Logan
George Logan (Philadelphia, 1753. szeptember 9. – Philadelphia, 1821. április 9.) az Amerikai Egyesült Államok szenátora (Pennsylvania, 1801–1807).